# Archäologisches Nationalmuseum Paestum
Das Archäologische Nationalmuseum Paestum (italienisch Museo archeologico nazionale di Paestum) in der Gemeinde Capaccio Paestum ist eines von fast 60 archäologischen Nationalmuseen in Italien. Es ist eines der bedeutendsten Museen seiner Art und beherbergt archäologische Funde von der Prähistorie bis zur Spätantike aus der Region südlich des Flusses Sele, insbesondere aus der antiken Stadt Paestum/Poseidonia und deren Umland.
Neben dem Archäologischen Nationalmuseum Tarent gilt das Archäologische Nationalmuseum Paestum heute als bedeutendstes Museum für unteritalische und westgriechische Kunst. Mit mehr als 440.000 Besuchern in den Jahren 2017 und 2019 gehört das Museum einschließlich des archäologischen Parks zu den meistbesuchten archäologischen Museen in Italien. Als Teil des Nationalparks Cilento und Vallo di Diano ist das Museum seit 1998 Teil des UNESCO-Welterbes.

## Geschichte

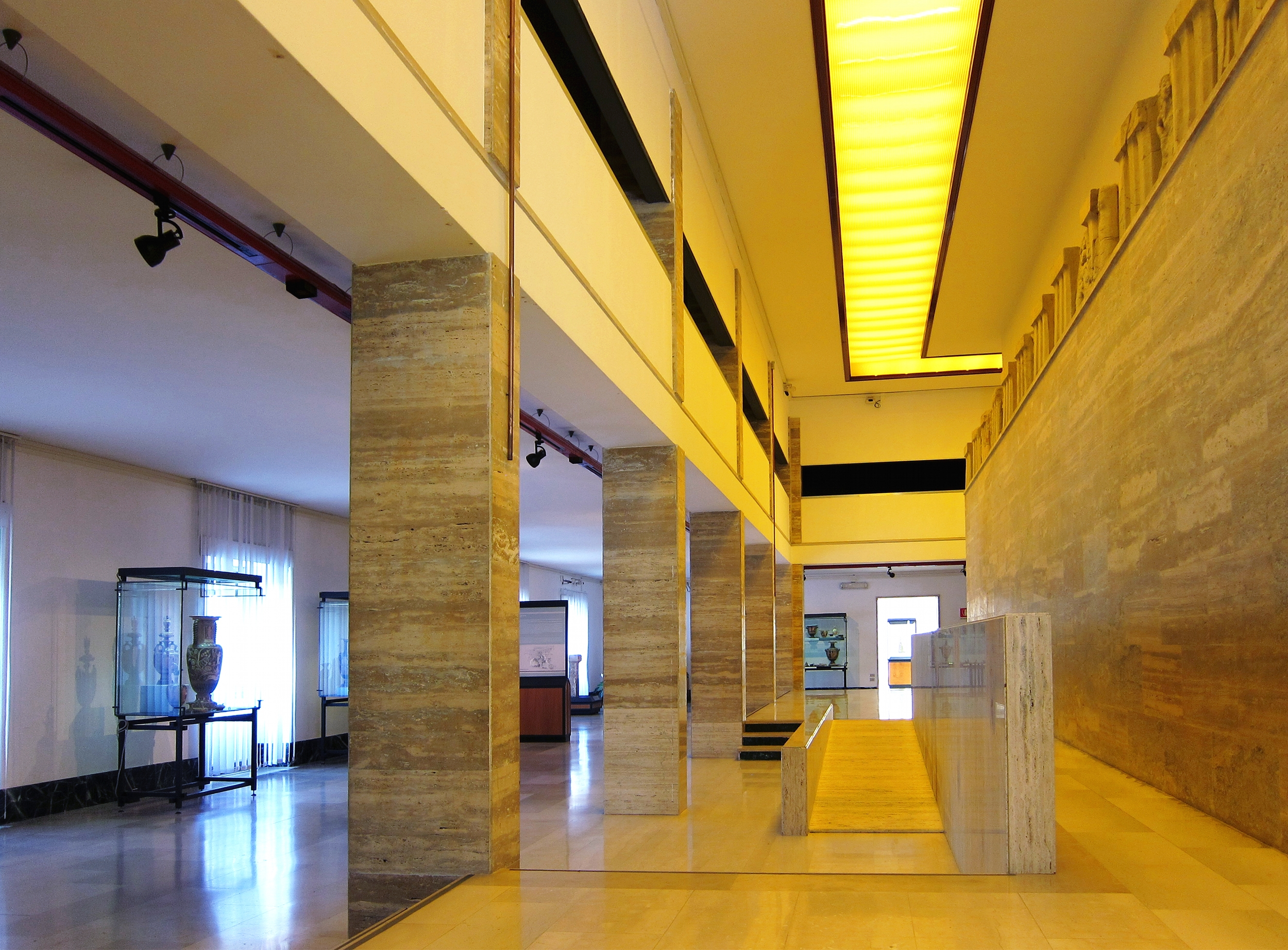
Blick auf die Museums-Innenarchitektur

Das Museum wurde 1952 nach längerer Planungsphase unter der Leitung der Baubehörde Genio civile erbaut und geht dabei zum Teil auf ältere Pläne von Marcello de Vita, dem Architekten der Direzione Generale Antichà e Belle Arti, aus dem Jahr 1938 zurück. Somit steht es in der Tradition des „italienischen Rationalismus“, des prägenden Architekturstils im Faschismus. Die fehlende architektonische Zäsur und das Festhalten an einem Architekturstil, mit dem in der Vergangenheit auch bei anderen Museumsbauten der Faschismus verherrlicht werden sollte, wie es beispielsweise mit dem Schiffsmuseum am Nemisee oder mit dem Museumsbau der Ara Pacis in Rom der Fall war, führten zu einiger Kritik. Insbesondere im Nachhinein wurde die Errichtung innerhalb der Area archeologica di Paestum, also des archäologischen Parks, in unmittelbarer Nähe zu den Tempeln kritisiert, da beim Bau ziemlich rücksichtslos darunter liegende Ruinen entfernt wurden.
Dennoch war die Bedeutung des Museums von Beginn an beachtlich, was etwa die Anwesenheit des italienischen Staatspräsidenten Luigi Einaudi, des Bildungsministers Antonio Segni und des Vizepräsidenten des italienischen Senats Alberti bei der Eröffnung am 27. November 1952 zeigt. Zunächst war es für die Funde aus dem Heraion am Foce del Sele, einem Heraion nördlich von Paestum, vorgesehen, die unter der Leitung von Paola Zancani Monturo und Umberto Zanotti Bianco gefunden wurden. Die architektonische Ausstattung erfolgte auch dergestalt, dass sie die Konturen des antiken Tempels erahnen ließ, an die die Metopen angebracht wurden. Doch blieb es nicht wie zuerst geplant bei diesen Funden. Nachdem die Ausgrabungen der Soprintendenza von Salerno in den Ruinen der antiken Stadt und den Nekropolen im Jahr 1951 unter Pellegrino Sestieri intensiviert wurden, konnten schon zur Eröffnung auch örtliche Funde sowie Funde aus Versuchsgrabungen in Arensola gezeigt werden. Die erste Grabungskampagne erfolgte zwischen dem 13. Dezember 1951 und dem 13. September 1952. Damit zur Eröffnung schon Funde aus der ersten erfolgreichen Kampagne vom Neptuntempel gezeigt werden konnten, musste die Bearbeitung und Restaurierung der Fundstücke besonders schnell vonstattengehen. In den folgenden Jahren wurden die Ausgrabungen fortgesetzt und auch im Umland an verschiedenen Stellen aufgenommen. Dadurch war der Platz im Museum schnell zu klein und das Museum musste um einen Anbau in Form einer großen, lichtdurchfluteten Halle erweitert werden, den der Architekt Ezio De Felice entwickelte. Die neuen Räume wurden um einen Innenhof errichtet und die großen Fenster sind in Richtung der Stadt ausgerichtet.

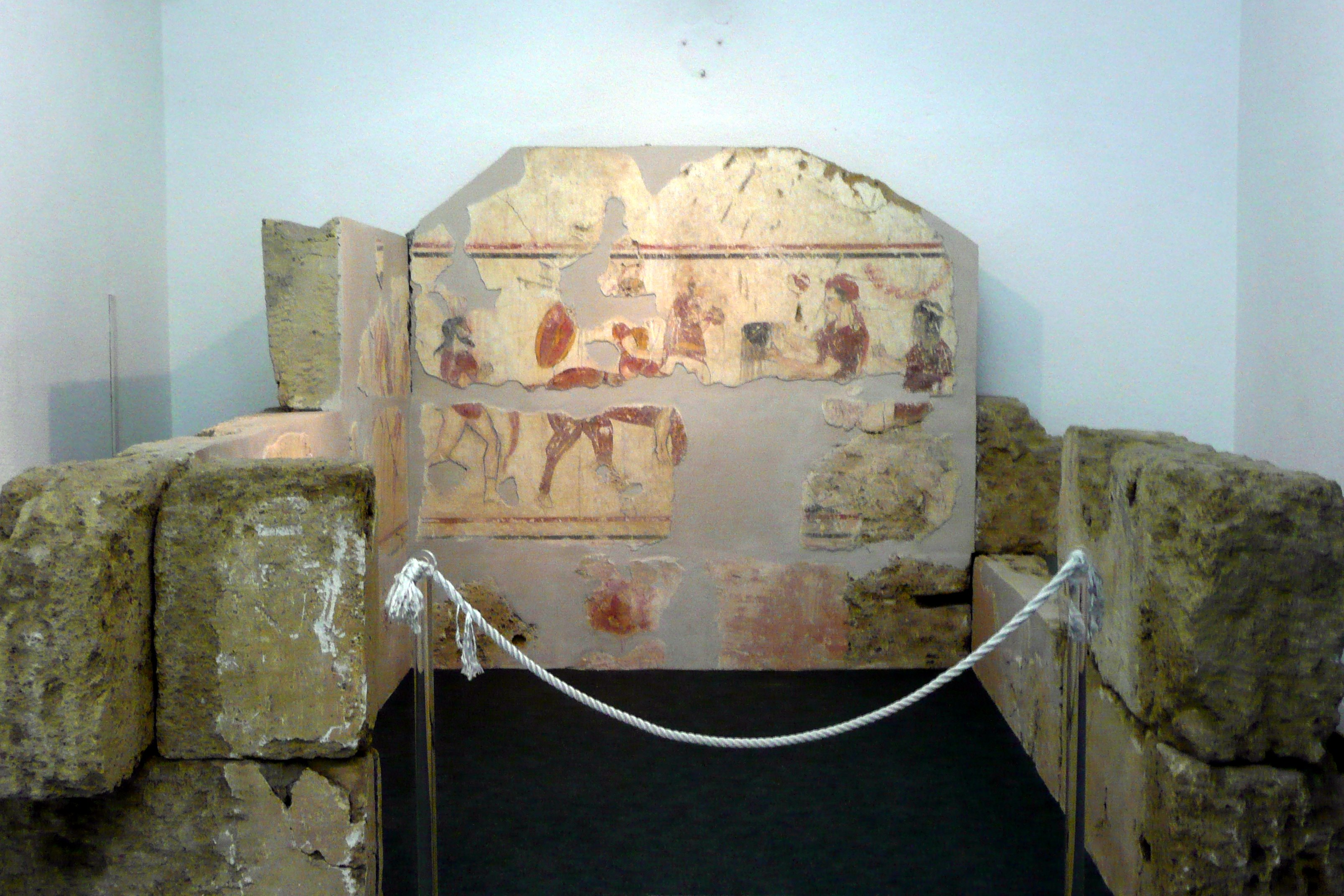
Rekonstruktion eines lukanischen Grabes

Nachdem 1968 bei Ausgrabungen unter der Leitung von Mario Napoli viele lukanische Gräber mit oft kunstreichen Bemalungen gefunden worden waren, wurde auch eine Neukonzeption der Ausstellung nötig, die Giovanni De Franciscis und Sabrina Viola besorgten. 1999 kam es zu einer nochmaligen und generellen Neukonzeption des Museums, bei der im Obergeschoss eine römische Abteilung eingerichtet wurde sowie eine didaktische Abteilung einschließlich eines Vorführraumes im Untergeschoss. Neben den Ausstellungsräumen und der Didaktik gehören zum Museum zudem Verwaltungsräume, Magazine, ein Archiv sowie eine Foto-, eine Zeichen- und eine Restaurierungswerkstatt.
Seit der zwischen 2016 und 2020 in mehreren Schritten erfolgten Neustrukturierung der italienischen Nationalmuseen bildet das Museum in Paestum gemeinsam mit der Area archeologica di Paestum sowie der Area archeologica e Museo narrante di Foce Sele den von anderen Institutionen autonomen Parco archeologico di Paestum e Velia.
Von 1988 bis 2015 war Marina Capriani Direktorin des Museums, ihr Nachfolger war von 2015 bis 2021 Gabriel Zuchtriegel.

## Sammlungsbestand und Präsentation

### Sammlungspräsentation

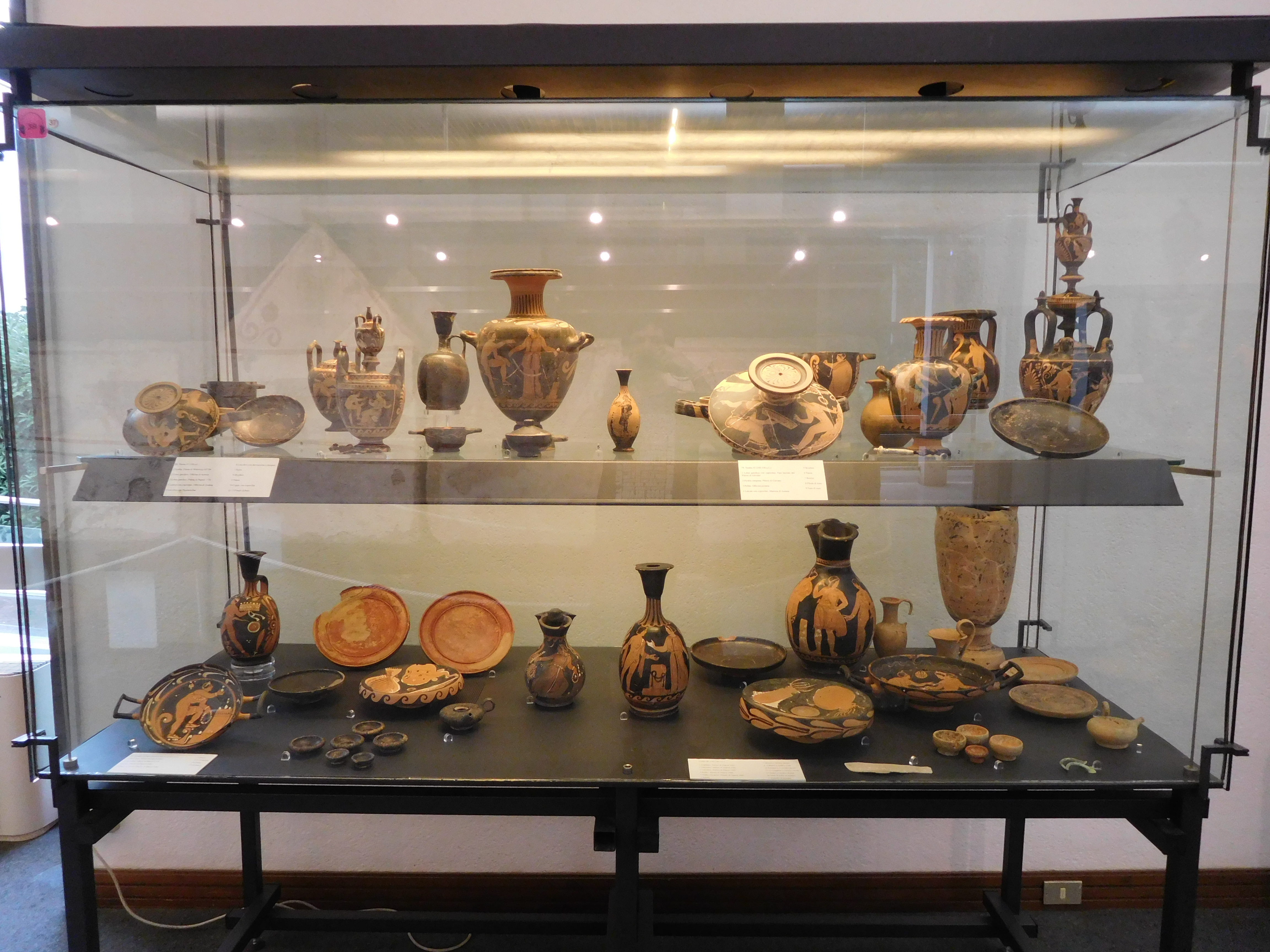
Blick in eine Vitrine mit griechischer Keramik aus Gräbern

Ursprünglich war fast das gesamte Erdgeschoss mit den Funden aus dem Heraion von der Selemündung befüllt, der Mittelsaal und das zweite Stockwerk mit Funden aus Paestum.
Erdgeschoss: Von Poseidonia zu Paestum
Nach dem Eingang folgen zunächst Kasse, Information, Buchladen und zentral ein Raum für Sonderausstellungen. Um den Mittelraum für die Sonderausstellungen sind die Metopen aus dem Heiligtum der Hera am Foce del Sele ausgestellt. Der Raum wiederholt die Ausmaße des sogenannten Thesauros des Heraions. An den Außenwänden der Halle werden vom Eingang gesehen auf der rechten Seite Funde aus der archaischen Stadt und dem Umland gezeigt, an der Stirnwand aus dem innerstädtischen, unterirdischen Heraion. Der nächste Raum zeigt Funde aus dem Hera-Heiligtum von der Sele-Mündung.

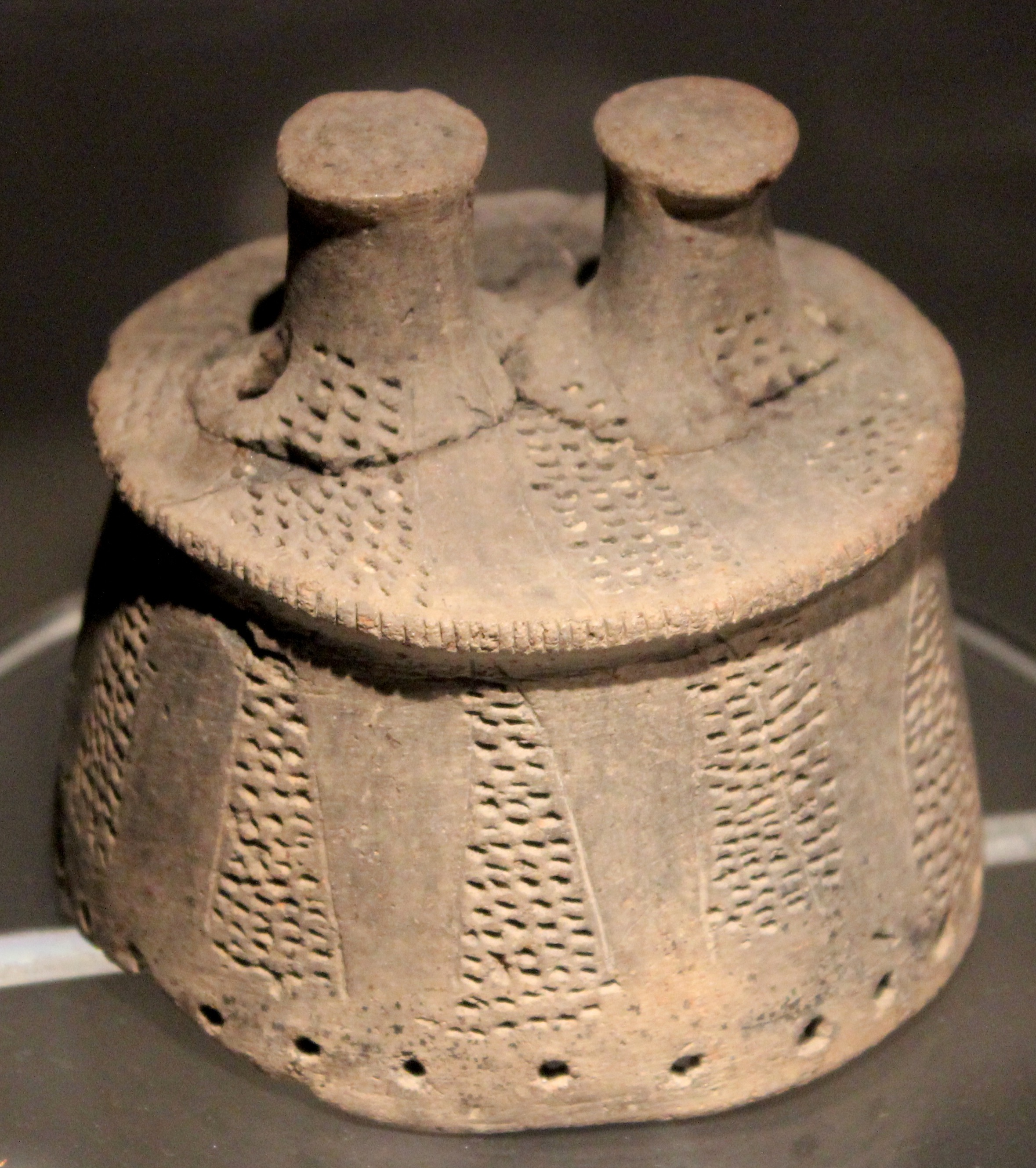
Keramik der Gaudo-Kultur

In einem kleinen Raum rechts folgen Funde aus dem nördlichen Stadtheiligtum. In einem Rundgang um den Innenhof des Gartens folgen zunächst die Funde aus dem südlichen Stadtheiligtum sowie aus den Heiligtümern des Umlands. Im nächsten Raum werden Funde aus den griechisch-lukanischen Heiligtümern gezeigt, in einem eigenen Raum das Grab des Tauchers. Es folgen weitere Funde, vor allem Malereien, aus lukanischen Gräbern. Auf der linken Seite der Eingangshalle werden Fundstücke zur Schriftkultur und zum Kunsthandwerk der lukanisch-griechischen Stadt gezeigt.
Galerie: Vor- und Frühgeschichte
Auf der Galerie werden die Funde zur Ur- und Frühgeschichte präsentiert. In chronologischer Abfolge sind Funde aus dem Paläolithikum, dem Neolithikum, der Kupfersteinzeit, der Bronzezeit und der Eisenzeit dargestellt. Einen Schwerpunkt im Bereich der Kupferzeit sind die Funde aus der Gaudo-Kultur, zudem werden Exponate zu Grabriten besonders herausgestellt gezeigt.
Erster Stock: Paestum in römischer Zeit
Die Präsentation der römischen Abteilung folgt einem thematischen Muster. Zunächst werden Fundstücke gezeigt, die im Zusammenhang mit der Gründung der Kolonie stehen. Es folgen weitere Objekte vom Forum, danach Artefakte, die das kultische Leben in der Stadt und deren Umland zeigen. Danach werden Funde gezeigt, die dem privaten Leben zuzuordnen sind, gefolgt von Fundstücken, die dem sozialen und politischen Leben in der Kolonie zuzuordnen sind. Diese Abteilung geht in die Präsentation von Artefakten über, die im Zusammenhang mit den öffentlichen Monumenten aus der späten römischen Republik und der Kaiserzeit stehen, eine spezielle Präsentation widmet sich dem Heiligtum von Santa Venera. Folgend werden zunächst Gegenstände aus den Stadthäusern der Kaiserzeit, danach aus den Nekropolen dieser Zeit gezeigt. Den Abschluss bilden Funde aus der flavischen Kolonie sowie der Zeit vom 3. bis zum 5. Jahrhundert.

### Sammlungsbestand

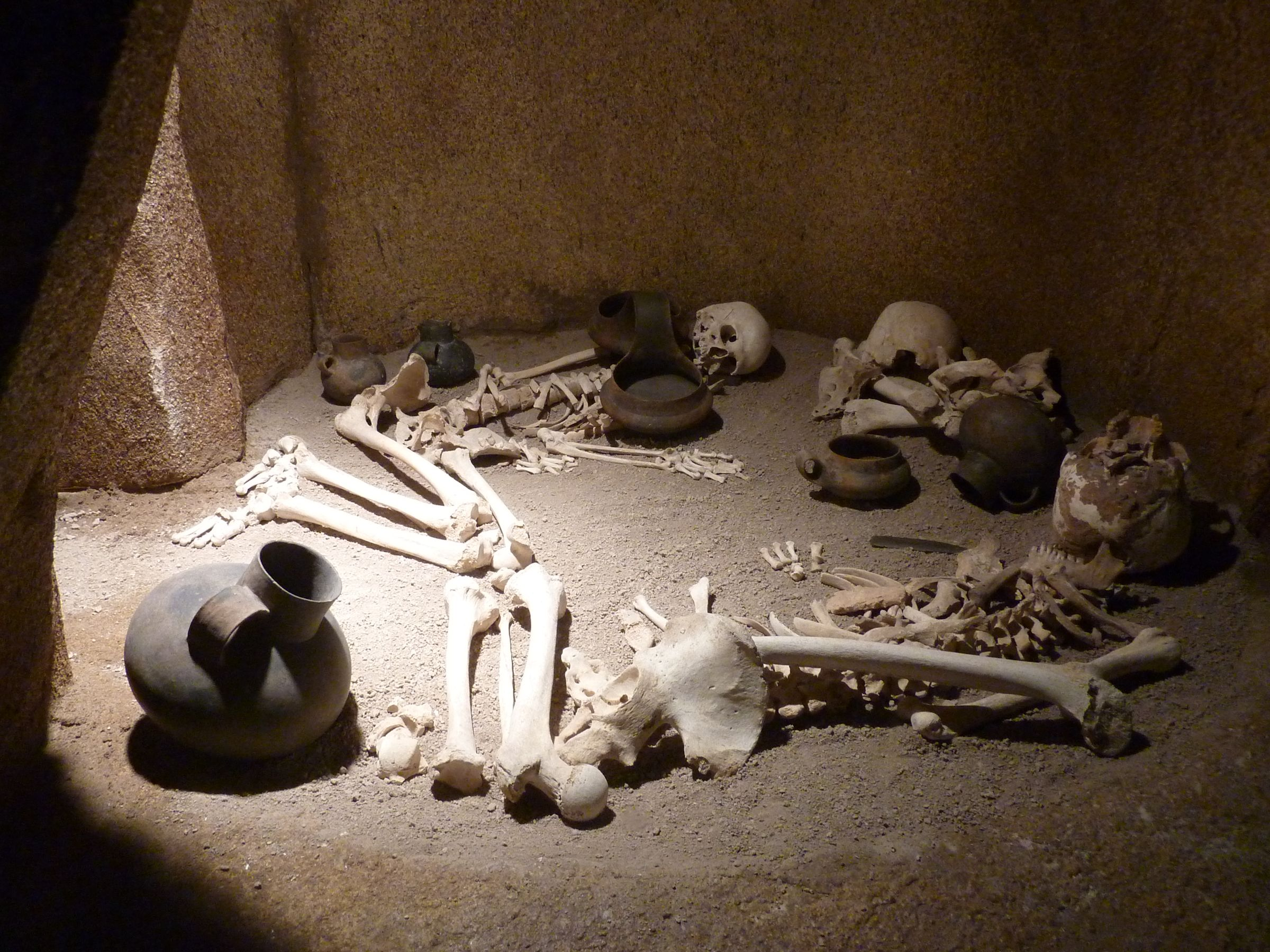
Begräbnis der Gaudo-Kultur

Die ältesten Funde aus dem Gebiet der späteren Stadt sind bearbeitete Steinwerkzeuge, Schaber und Splitter aus der mittleren Altsteinzeit, die etwa in den Zeitraum von 35.000 Jahre v. Chr. datiert werden. Die Jungsteinzeit ist mit Keramikfragmenten, insbesondere der Serra-d’Alto-Kultur, sowie einem „Venus“-Statuettenfragment aus Ton vertreten. Die größte Zahl an prähistorischen Funden stammt aus der Contrada Gaudo und gehört zur gleichnamigen archäologischen Kultur. Sie wurden 1943 bei den Bauarbeiten für einen Flughafen der Alliierten entdeckt. Aus den Funden ragen mehrere metallene Dolche sowie eine Olla aus Keramik heraus. Aus der Bronzezeit gibt es nur wenige Funde aus dem Einzugsgebiet, hier sind vier bronzene Axtköpfe aus der frühen und Keramikfragmente aus der mittleren Bronzezeit am wichtigsten. Sie stammen aus einer kleinen Siedlung von der Porta Giustizia. Zudem gibt es ein paar Funde, die der mykenischen Kultur zuzuordnen sind. Die wichtigsten Funde aus der Eisenzeit stammen nicht aus Paestum selbst, sondern aus Arensola und Tempalta.

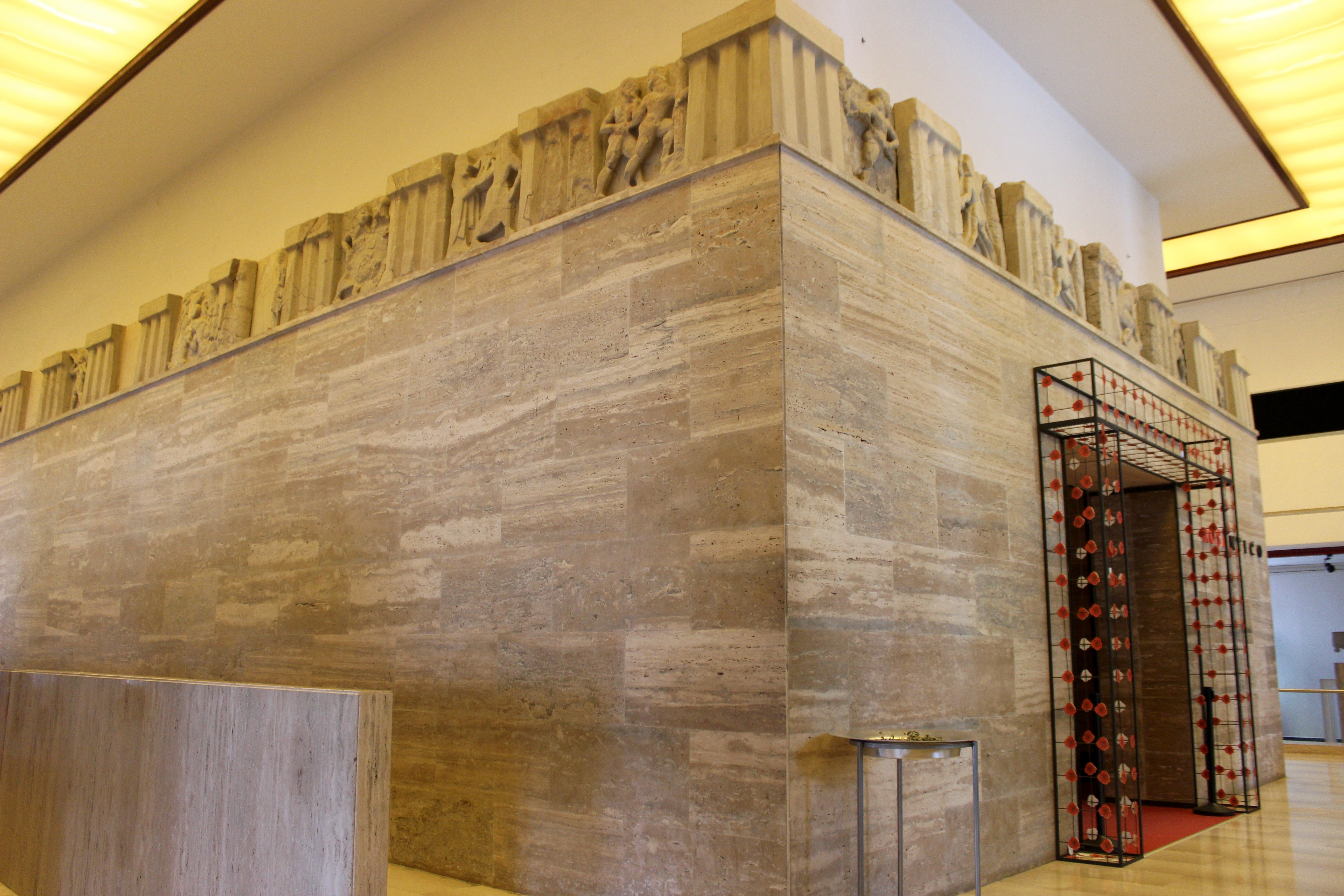
Blick auf die Präsentation der Metopen aus dem Heraion am Sele

Zu den bedeutendsten Funden im Bestand des Museums gehören die archaischen Metopen aus dem Heraion am Foce del Sele. Die zum Teil als Relief, zum Teil als Umrisszeichnung gearbeiteten Bildwerke aus Sandstein zeigen Ereignisse aus der griechischen Mythologie, etwa die Iliu persis oder die Taten des Herakles. Sie werden in die Zeit zwischen 770 und 760 v. Chr. datiert. Zudem werden weitere Architekturelemente und andere Funde aus dem Heraion ausgestellt, darunter als besonderer Fund eine offene Lampe aus Ton, deren Becken für die Brennflüssigkeit auf mehreren Frauenfiguren mit verschränkten Armen ruht. Grabfunde aus Laghetto und Arcioni zeigen die Anwesenheit indigener Bewohner, die nach der Ankunft der Griechen verdrängt wurden. Auch diese Gräber weisen schon Grabbeigaben aus griechischer Produktion, etwa Protokorinthische Keramik, auf. Somit kann man davon ausgehen, dass Stadt und Umland etwa zeitgleich von den Griechen in Besitz genommen wurden.

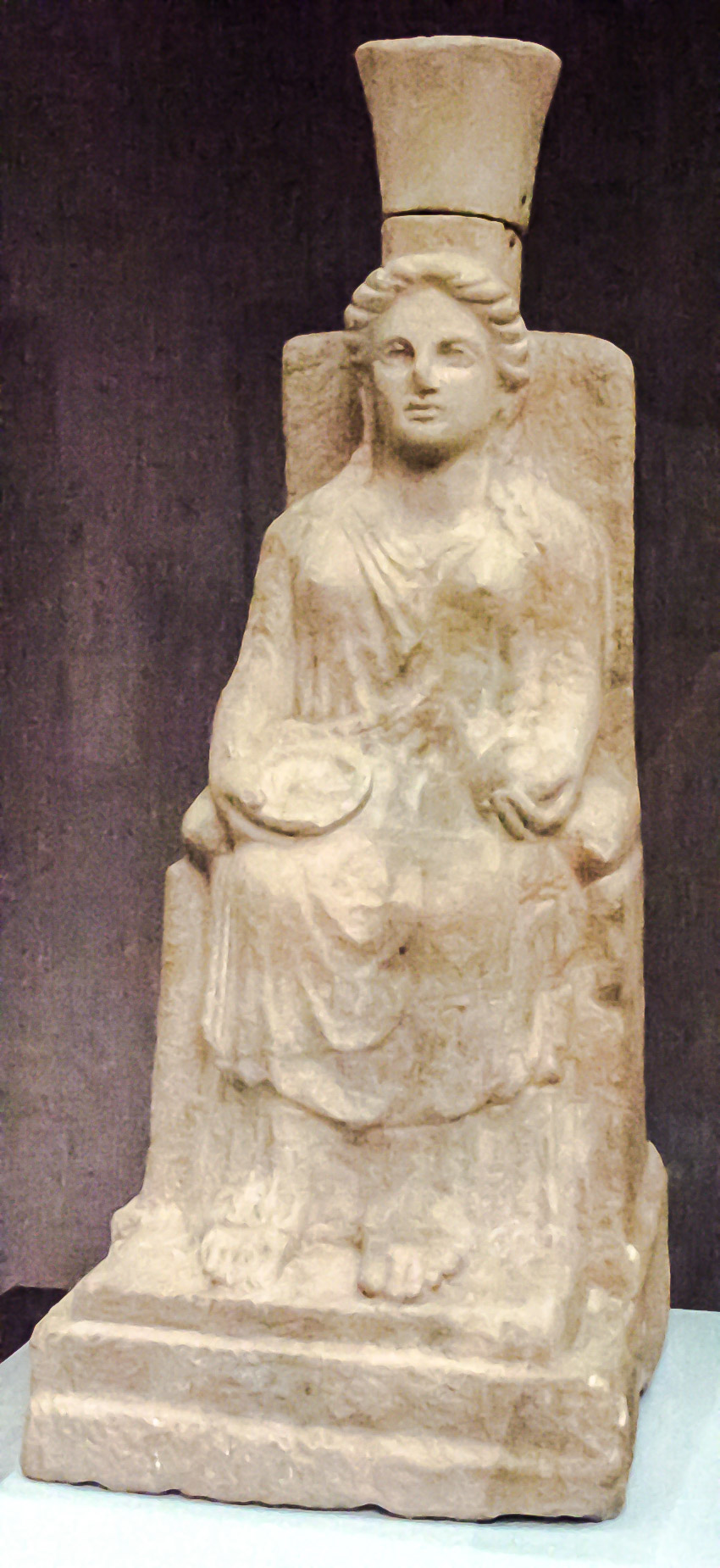
Herastatue aus paestanischem Marmor; 5. Jahrhundert v. Chr.

Für die Anfangszeit der antiken zunächst griechischen Stadt stehen Funde unter anderem aus dem Ende des 6. Jahrhunderts v. Chr. errichteten sacellum hypogeicum, einem Heiligtum, das wohl ein Heroon gewesen war, sowie aus dem um 470 v. Chr. erbauten Ekklesiasterion, einem runden Versammlungsraum. Im unterirdischen Bau wurden unter anderem zwei bronzene Hydrien gefunden sowie eine Bauchamphora des schwarzfigurigen Stils, die der anonyme attische Vasenmaler mit dem Notnamen Chiusi-Maler verziert hatte. Ein weiterer Fund aus dem Heraion aus dieser Siedlungszeit ist beispielsweise ein Dinos des Antimenes-Malers. Wohl schon in die frühe lukanische Zeit weist eine Statue der Hera, die ein seltenes Beispiel für eine aus paestanischen Marmor geschaffene Skulptur ist. Mit weiteren Funden, die auf einen weiblichen Kult schießen lassen, wurde sie in einem aus Teilen anderer Gebäude errichteten Gebäude gefunden.

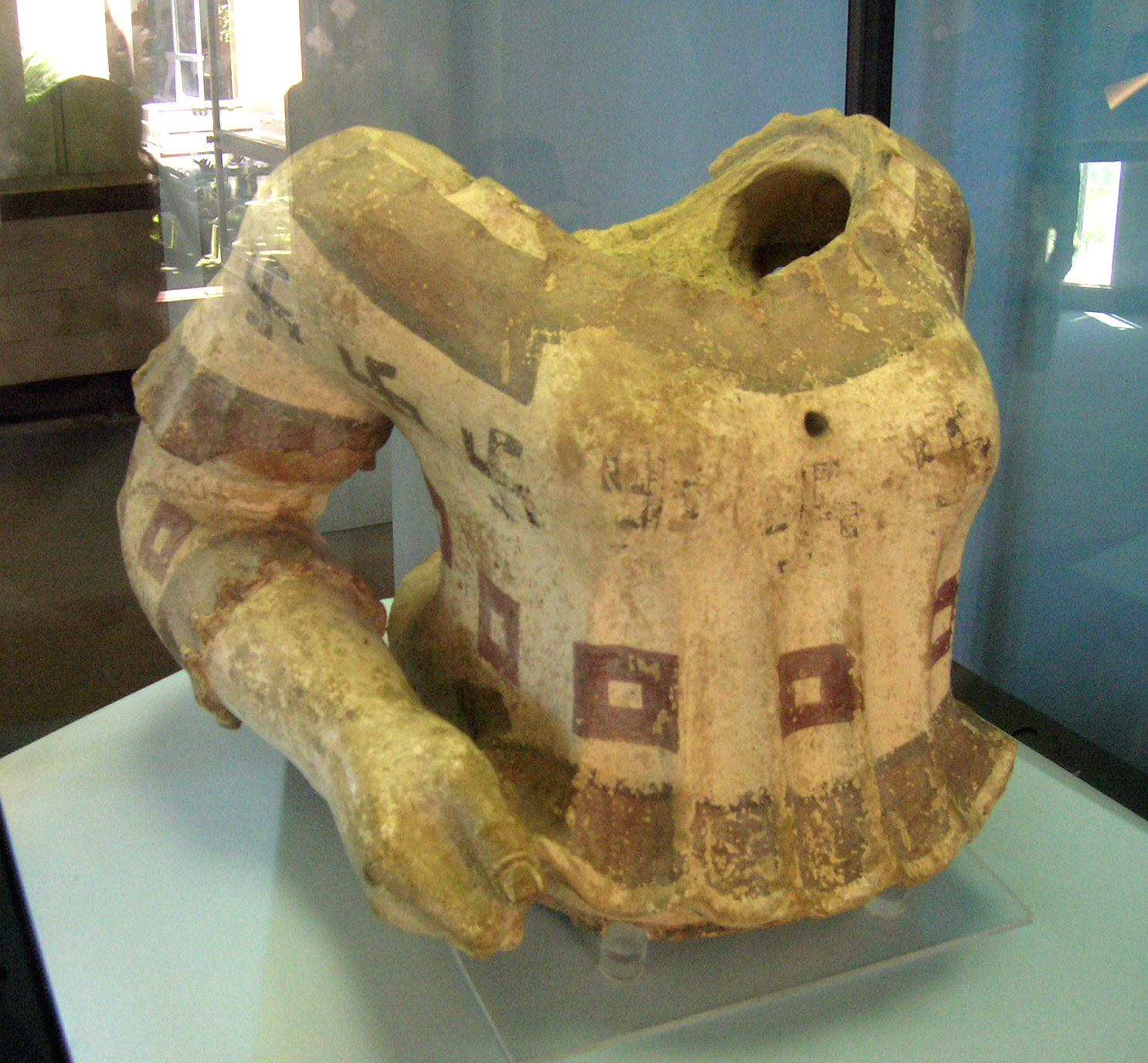
Antefix in Frauenform; Ende 6. Jahrhundert

Aus den Heiligtümern der Stadt werden sowohl Votivgaben als auch etwa Teile der Bauornamentik gezeigt. Vom Athena-Tempel gibt es beispielsweise polychrom gestaltete Dachverkleidungsplatten. Hinzu kommen Elemente aus Sandstein wie Kapitelle aus der Cella, Architrave sowie Traufeinfassungen. Herausragende Stücke aus dem Hera-Tempel sind etwa Antefixe in Form von Frauenbüsten, eine aus Ton gearbeitete Figurengruppe aus Europa und dem Stier sowie eine aus verschiedenen Fragmenten zusammengesetzte Halsamphora des rotfigurigen Nikoxenos-Malers. Nicht weit von den beiden Tempeln wurde ein zu einem Heroenkult gehörender Cippus gefunden, auf dem in einer archaischen Form der griechischen Schrift Chironos, also des Chirons steht.

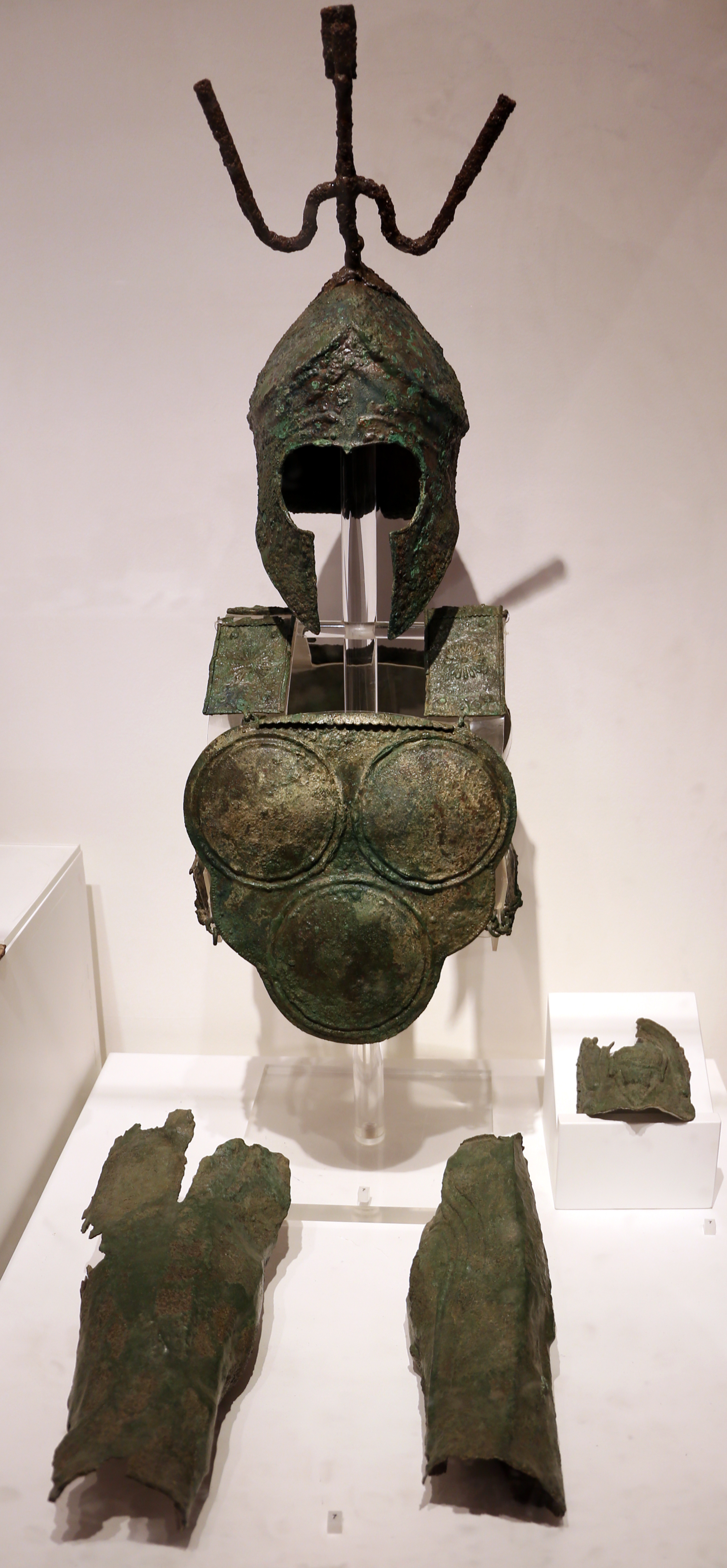
Rüstung aus dem Grab 174 in Gaudio, um 400/375 v. Chr.

Im Umland gab es weitere kleinere Heiligtümer, die in griechischer Zeit gegründet wurden und in lukanischer Zeit fortlebten. Im Museum werden Funde aus Fonte, Getsemani, San Nicola, Albanella, Santa Venera und Capodifiume gezeigt. Anhand der Funde aus den Nekropolen der Stadt lässt sich der Wandel der Grabsitten nachvollziehen. Unter den Funden ragt hier eine rotfigurige attische Pelike heraus, auf der beidseitig Palästra-Szenen zu sehen sind. Während in griechischer Zeit die Entwicklung zu einer Eindämmung des Grabluxus ging, änderte sich das mit der Vorherrschaft der Lukaner ab der zweiten Hälfte des 5. Jahrhunderts v. Chr. nachhaltig. Grabluxus wurde vor allem für die reichen Familien der Stadt üblich. Wahrscheinlich zu Söldnern gehörende Gräber sind reich durch Waffenbeigaben gekennzeichnet, zum Teil sind den Toten ganze Rüstungen mitgegeben worden. Der Befund eines Grabes ragt besonders heraus. Neben vier Fibeln, die als einzige Beigabe das Gewand zusammenhalten sollten, auf dass der Leichnam komplett verhüllt war, war das Besondere ein flacher als Relief gearbeiteter Kopf, der dem Gesicht des Leichnams als Deckplatte des Grabes genau gegenüber lag. Eine Theorie dazu besagt, dass es sich möglicherweise um einen zu den Söldnern gehörenden Schamanen handelte.

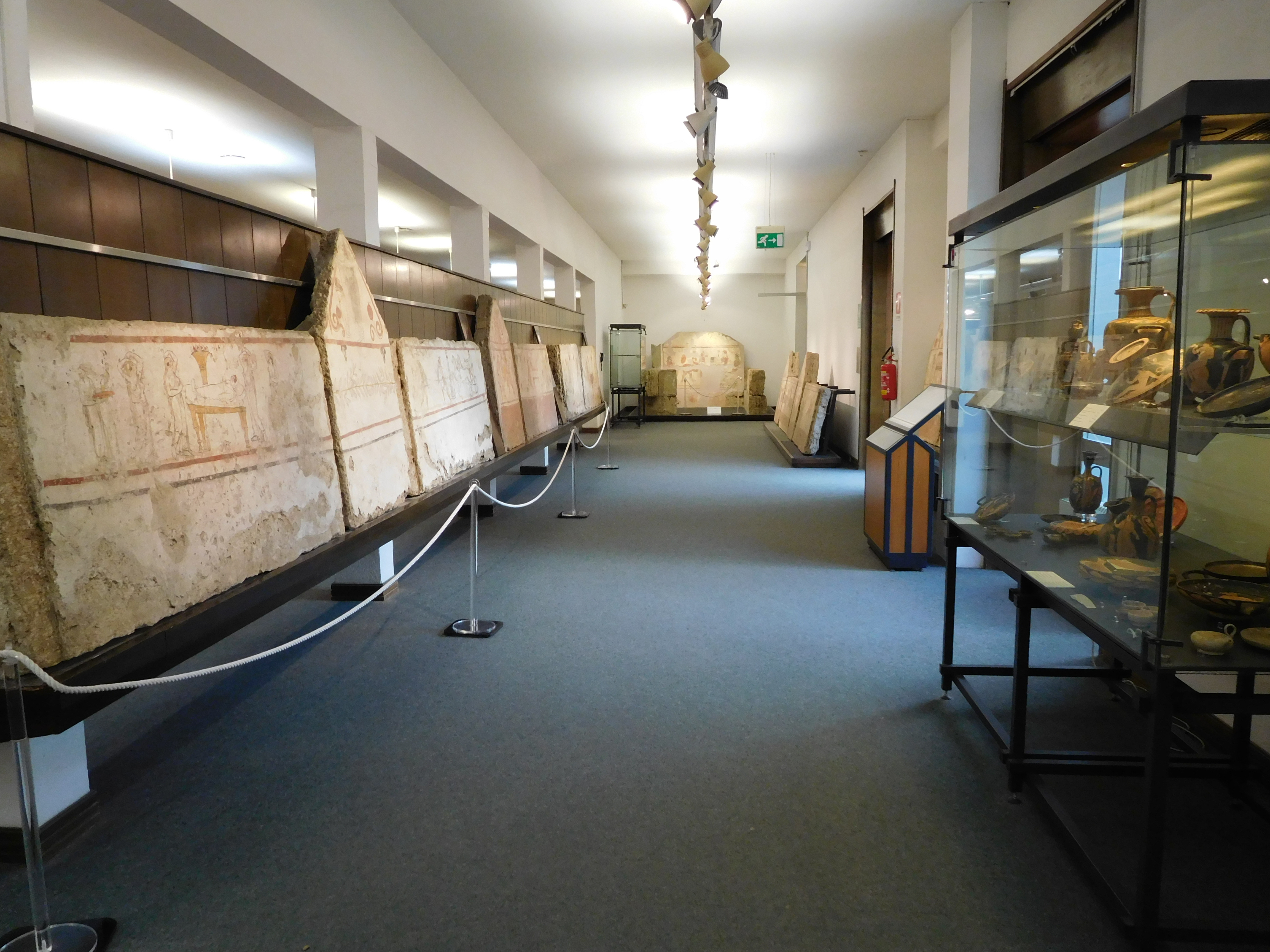
Blick in die Präsentation der bemalten Grabplatten (links) und weiterer Grabfunde (rechts)

Besonders bekannt ist das Museum in Paestum für seine umfassende Sammlung lukanischer Grabmalereien. Die auf den Innenseiten der aus Platten gestalteten Kisten- und Kammergräber sind außerordentlich farbenfroh und ideenreich gestaltet. Einen Sonderfall stellt das Grab des Tauchers dar, weil es das einzige derartige Grabdenkmal aus griechischer Zeit ist. In den rund 1000 bekannten lukanischen Gräbern wurden in etwa 80 derartige Malereien gefunden, was auf die Beschränkung solcher Ausstattung für die Stadtelite hinweist. Zu den bekanntesten Gräbern gehören das Grab des bunten Hahnes, das Grab des weißen Hahnes, das Grab der Schecken, das Grab der Granatäpfel, das Grab der Leichenspiele, das Grab des schwarzen Ritters, das Grab von Mutter und Kind, das Grab der Klagefrauen, das Grab der Hirschjagd, das Grab des heimkehrenden Ritters, das Grab der kämpfenden Tiere, das Grab der Nereide und das Grab des Maultierkarrens. In einem separaten Raum wird die Rekonstruktion des Grabes von Spinazzo gezeigt, das illegal durch Raubgräber geborgen und später beschlagnahmt wurde und in die Obhut des Museums nach Paestum kam. Es stammt aus einer Zeit, in der die Ausstattung der Gräber mit Malereien zusehends ein Ende fand; aus der gesamten Nekropole sind bei 120 Gräbern nur sieben mit einer derartigen Ausstattung bekannt. Sie zeichnen sich durch eine sehr hohe Qualität und eine starke Natürlichkeit aus.
Während man beim Bau des Museums noch davon ausging, kaum andere Funde als die aus dem Heraion von der Selemündung zeigen zu können, kam bei den Grabungen ab 1952 im Laufe der Zeit doch nach und nach eine große Zahl bedeutender Funde auch aus der Siedlung zutage. Paestum erwies sich als eines der fünf stilistischen Zentren der Unteritalischen, der Paestanischen Vasenmalerei. Die beiden Hauptmeister des Stils, Asteas und Python sind die bis heute einzigen namentlich bekannten Vasenmaler der Magna Graecia. Ein weiterer bedeutender Maler des Stils ist der Aphrodite-Maler. Von all diesen Vasenmalern besitzt das Museum eine größere Zahl an Werken. In der Nähe der Port Marina im Westteil der Stadt fanden sich auch Überreste der Töpfereien.

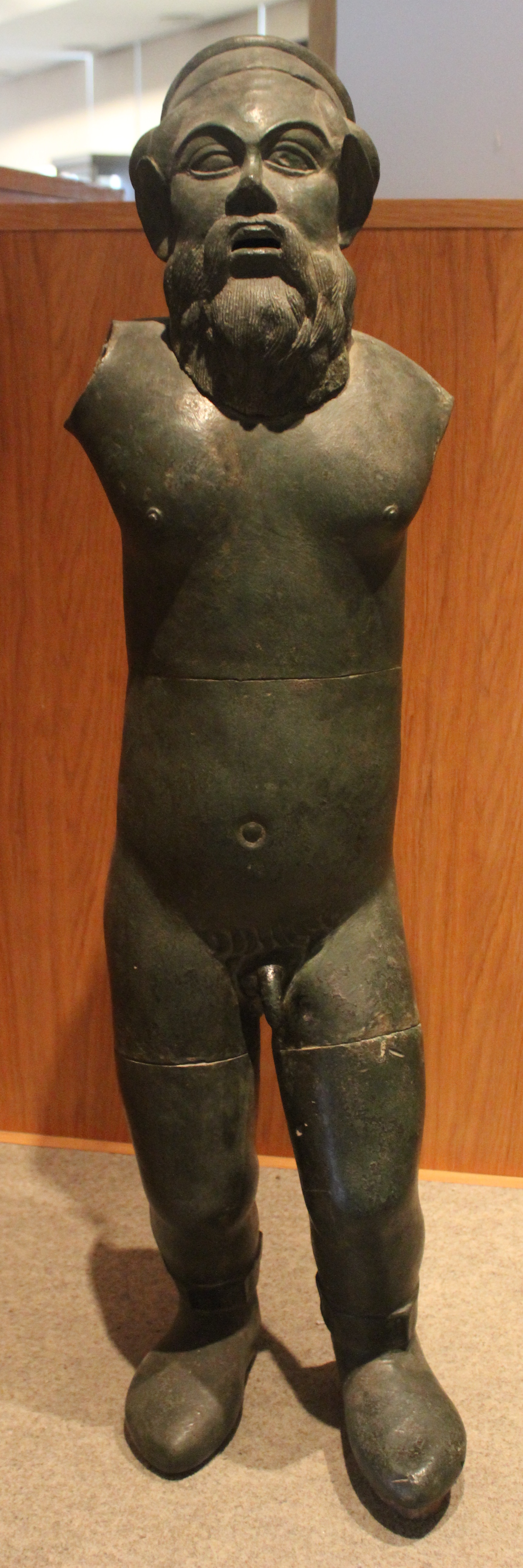
Marsyas

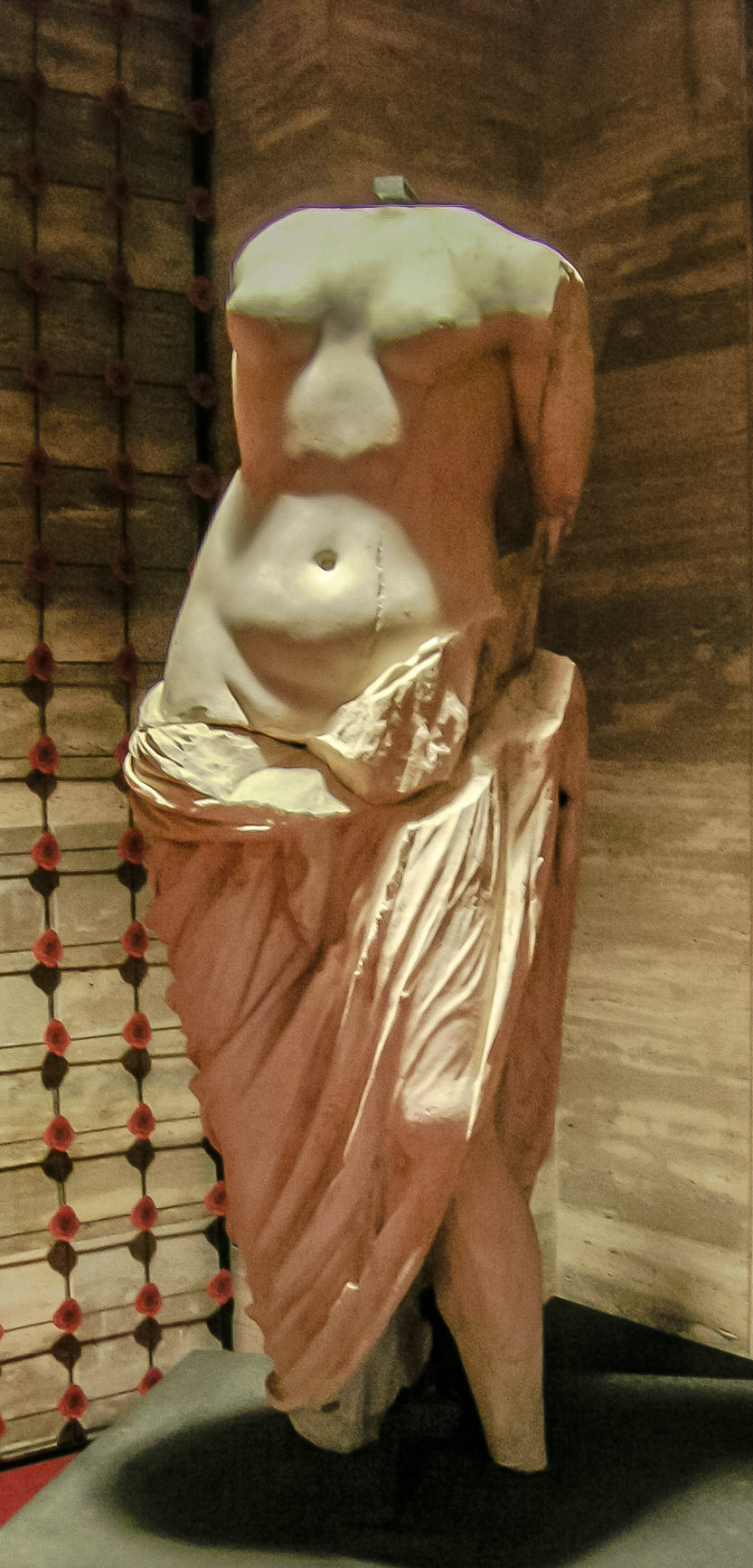
Aphrodite Anadyomene

Mit der Gründung der römischen Kolonie waren die griechischen Organisationsstrukturen überholt. Das Heroon wurde regelrecht bestattet und unter die Erde gelegt. Auch für das Ekklesiasterion gab es keinen Bedarf mehr, weshalb es zugeschüttet wurde. Dabei wurde unter anderem einige Keramik mit begraben, die zum Teil schon mit lateinischen Graffiti beschrieben war. Auch eine weibliche Terrakottafigur aus dieser Zeit fand sich dabei. Eine Bronzestatue des Marsyas ohne Arme und ohne Fesseln ist womöglich eine Kopie der Marsyas-Statue, die durch Plebejer in Rom auf dem Forum Romanum aufgestellt wurde. Verschiedene Funde aus den Privathäusern zeigen den Wohnluxus in der Stadt, etwa in Form von tönernen Wandreliefs oder reliefierten Tischuntersätzen. Im Gegensatz dazu stand der Bruch mit der lukanischen Tradition des Grabluxus. Urnen in Form von Olla ohne Grabbeigaben wurden die Normalität.
Aus spätrepublikanischer Zeit stammen zwei marmorne Porträtbüsten von hoher Qualität. 1998 wurde auf dem Gelände der Stadt ein wohl im Jahr 12 v. Chr. vergrabener Münzschatz mit 647 Silberdenaren gefunden – fast dem dreifachen Jahressold eines römischen Legionärs. Die Münzen reichen vom 2. Jahrhundert v. Chr. bis in die frühe Regierungszeit des Augustus. In der Basilika wurden die Reste einer Panzerstatue, wohl der Sohn, Neffe oder jüngere Bruder der Minera, der Ehefrau des Gaius Cocceius Flaccus, eines Parteigängers Gaius Iulius Caesars, gefunden. Minera war eine Gönnerin der Stadt, weshalb diese Ehrenstatue, der „Togato Spinazzola“, öffentliche Aufstellung fand. An verschiedenen Stellen des öffentlichen Raums wurden Büsten etwa der Livia Drusilla und ihres Sohnes Tiberius sowie im Heiligtum von Santa Venera eine Marmorkopie der Aphrodite Anadyomene gefunden.
Aus der Zeit nach der Gründung der flavischen Kolonie im Jahr 71 werden insbesondere mehrere qualitativ hochwertige Beispiele aus dem Bereich der Skulpturen gezeigt, darunter eine Statue der Artemis ohne erhaltenen Kopf, Porträts von Jugendlichen und das Porträt einer Hofdame aus trajanischer Zeit. Ab dem 4. Jahrhundert sind die Funde nur noch spärlich und das Leben im Ort archäologisch nur noch schwer fassbar und damit auch nur noch schwer präsentierbar.